# Marianne Jungmaier
Marianne Jungmaier (* 1985 in Linz) ist eine österreichische Autorin.

## Leben
Marianne Jungmaier studierte Kulturwissenschaften (BA), Digitales Fernsehen, Filmwissenschaften und Journalismus, dieses Studium beendete sie 2009 mit dem Diplomfilm Grundverhältnisse als Master of Arts. 2009/10 besuchte sie die Leondinger Literaturakademie, seit 2011 ist sie als freie Autorin tätig.
Für ihren Roman Das Tortenprotokoll erhielt sie das mit 7000 Euro dotierte George-Saiko-Reisestipendium 2016. Sommernomaden wurde mit der Buchprämie des Bundeskanzleramts ausgezeichnet, für ihre Arbeit an Sonnenkönige erhielt sie das Werkstipendium des Deutschen Literaturfonds.
Sie unterrichtet Kreatives Schreiben in unterschiedlichen Kontexten, unter anderem an Schulen, dem Landestheater Linz, oder für Literaturwettbewerbe wie „Texte. Preis für junge Literatur“.
Zahlreiche Auslandreisen, unter anderem nach Armenien, Italien, Island, Schottland, Brasilien und Pakistan, Mexiko, Nepal oder die USA. 2020 war sie zum Lahore Literature Festival eingeladen und gab eine Lesung in der österreichischen Residenz.
2023 war sie Writer-in-Residence als Max-Kade-Stipendiatin an der Bowling Green State University und gab u. a. Lesungen an der Indiana University, Bloomington, der österreichischen Botschaft Washington und an der York University in Toronto.
Mit Karin Peschka veranstaltet sie seit 2020 die Lesereihe „dreimaldrei“ in Eferding.
Mit ihrem Lyrikband „Gesang eines womöglich ausgestorbenen Wesens“ wurde sie zum Poésie-Festival „Printemps des Poètes“  in Luxemburg eingeladen.

## Publikationen (Auswahl)
- 2012: Die Farbe des Herbstholzes, Mitter-Verlag, Wels 2012, ISBN 978-3-9503157-4-5
- 2014: Harlots im Herzen, Hochroth Verlag, Wien 2014, ISBN 978-3-902871-58-9
- 2015: Das Tortenprotokoll, Roman, Kremayr & Scheriau, Wien 2015, ISBN 978-3-218-00996-6
- 2016: Sommernomaden, Kremayr & Scheriau, Wien 2016, ISBN 978-3-218-01046-7
- 2018: Sonnenkönige, Kremayr & Scheriau, Wien 2018, ISBN 978-3-218-01102-0
- 2018: In dieser Sprache: Walgesang, mit Illustrationen von Ursula Kiesling, hochroth, Wien 2018, ISBN 978-3-903182-00-4
- 2019: Flugschrift #27
- 2024: Gesang eines womöglich ausgestorbenen Wesens, Otto Müller Verlag, Salzburg 2024, ISBN 978-3-7013-1316-7